# Regno Unito dei Paesi Bassi
Il Regno Unito dei Paesi Bassi (in olandese: Verenigd Koninkrijk der Nederlanden, in francese: Royaume-Uni des Pays-Bas, in tedesco: Vereinigtes Königreich der Niederlande) era il nome usato per indicare un nuovo stato europeo creato da una costola dell'Impero francese durante il Congresso di Vienna del 1815, ed esistito fino al 1839. Questo stato, ufficialmente battezzato ''Regno dei Paesi Bassi'' (in francese: ''Royaume des Belgiques''), era costituito dalla Repubblica delle Sette Province Unite a nord, dai Paesi Bassi del Sud e dal Principato vescovile di Liegi preesistenti. Sebbene dal 1814 fosse stata indicata Amsterdam come futura capitale, ciò non venne sancito da una nuova Costituzione e fu deciso che L'Aia e Bruxelles si sarebbero alternate come capitale ogni due anni. A reggere il nuovo stato fu chiamata la casata degli Orange-Nassau.
Il piano era di creare uno stato a nord della Francia per contenerne le spinte espansionistiche e di ricostituire in un unico stato gli originali diciassette Paesi Bassi.
Il Regno Unito dei Paesi Bassi durò fino alla secessione delle province meridionali che, insieme alla parte francofona del Granducato di Lussemburgo, formarono il Belgio (1830), sebbene la loro indipendenza non fosse riconosciuta dal resto del regno fino al 1839 dopodiché il nome andava ad indicare solo le province settentrionali.
Il Granducato del Lussemburgo, autonomo rispetto al Regno Unito dei Paesi Bassi, fu governato dalla casata Orange-Nassau, attraverso un'unione personale, fino al 1890 quando Guglielmo III morì lasciando come erede solo una figlia. Poiché, però, le donne non potevano godere del diritto di successione a causa della Legge salica, il regno passò alla casata Nassau-Weilburg, una linea dinastica collaterale, così come stabilito dal Patto di famiglia di Nassau stipulato nel 1783.

## Sfondo storico
Dopo la liberazione dei Paesi Bassi dal dominio francese nel 1813 ad opera delle truppe prussiane e russe, venne comunque garantito allo stato il privilegio di autogovernarsi e la scelta ricadde ben presto su Guglielmo Federico di Orange-Nassau, figlio dell'ultimo statolder Guglielmo V di Orange-Nassau e della principessa Guglielmina di Prussia. Guglielmo fece ritorno all'Aia dove il 6 dicembre gli venne offerto ufficialmente il titolo di re. Egli rifiutò ed insistette per proclamarsi "principe sovrano" del Principato dei Paesi Bassi Uniti.

## L'unificazione sotto Guglielmo I

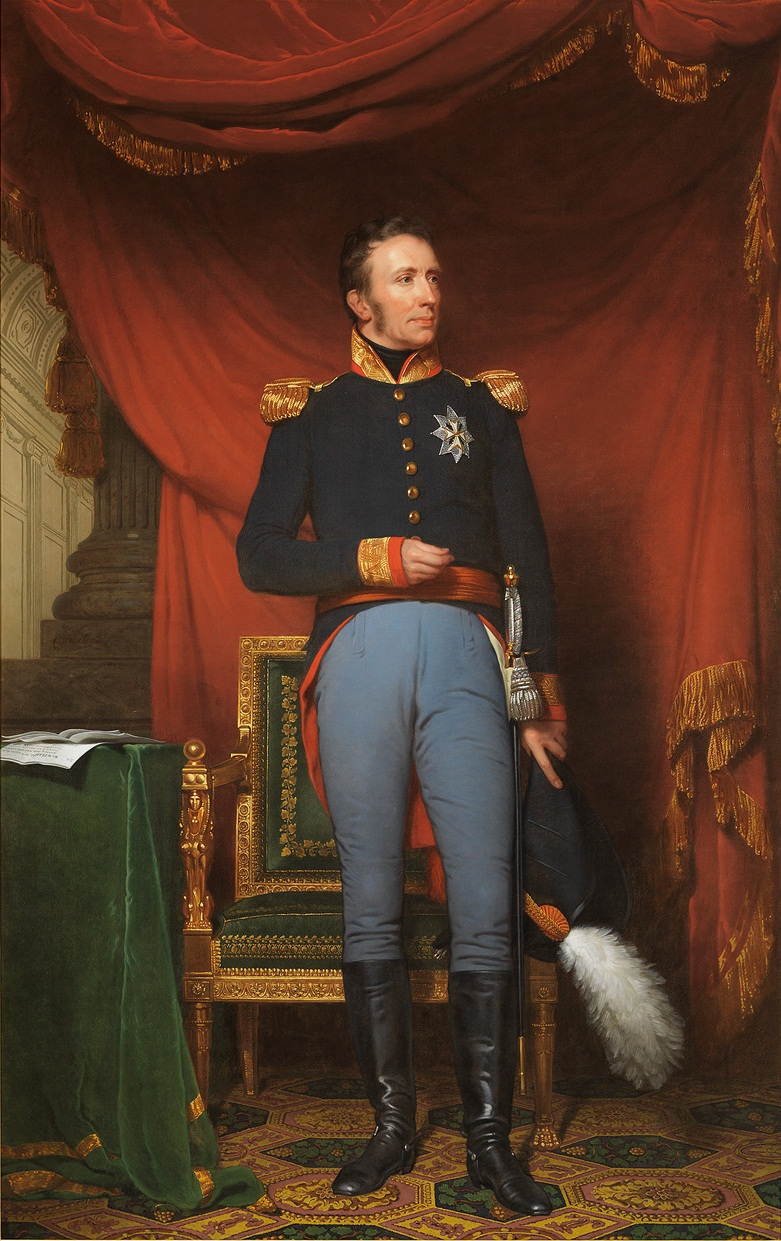
Guglielmo I dei Paesi Bassi nel 1816

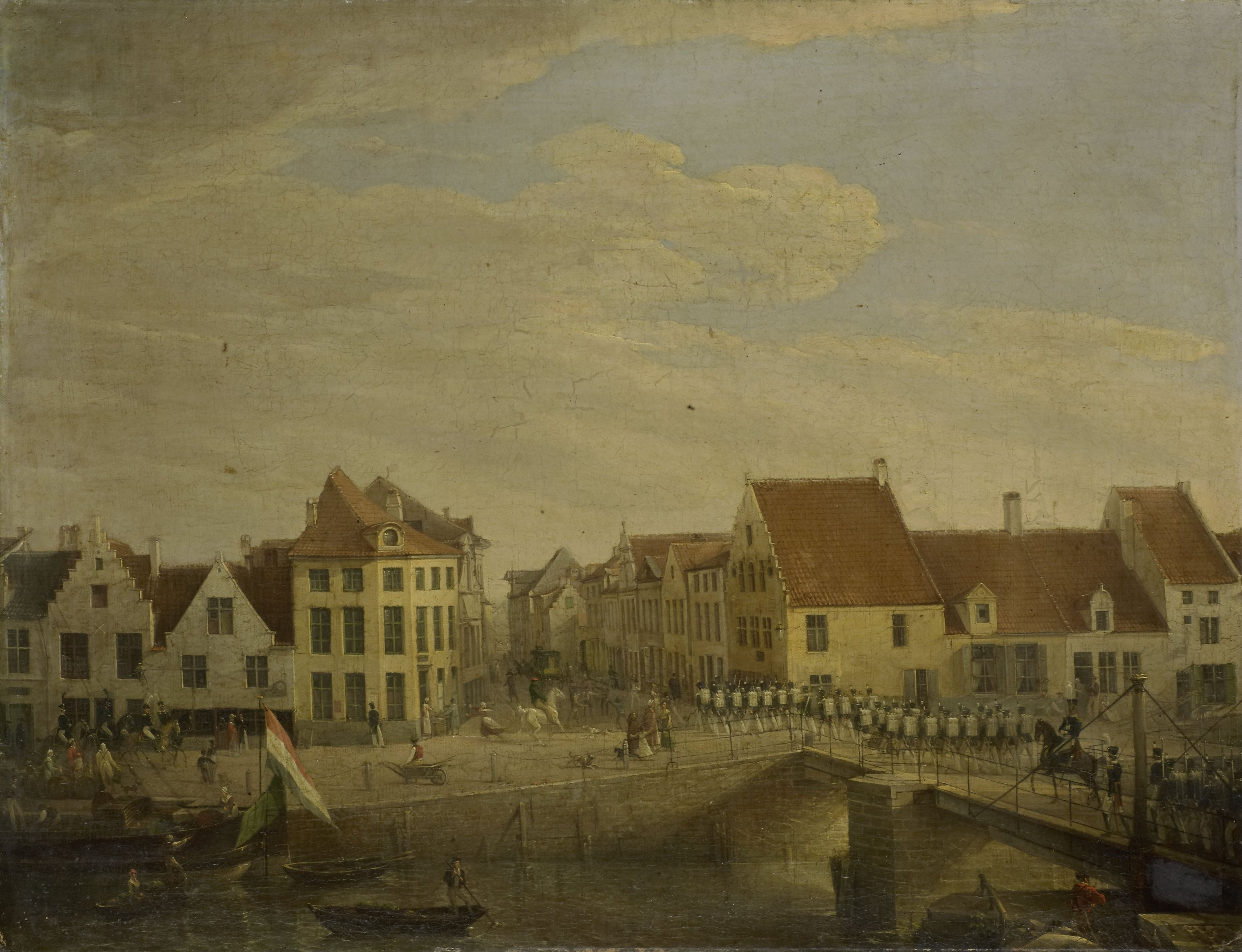
Le truppe olandesi passano attraverso la città fiamminga di Dendermonde, 1820.

Durante il Congresso di Vienna nel 1815 la Francia dovette rinunciare al suo controllo dei Paesi Bassi meridionali. Questi negoziati non furono facili, perché Guglielmo tentò di ottenere quanto più poteva. La sua idea di ottenere dei Paesi Bassi Uniti era basata sulle proposte di Hendrik van der Noot, un avvocato e politico olandese nonché uno dei principali artefici della rivoluzione dei Paesi Bassi meridionali contro Giuseppe II del Sacro Romano Impero (1789–1790). Nel 1789, dopo che i Paesi Bassi meridionali si dichiararono indipendenti, Hendrik sapeva bene che questo era uno stato fragile e pertanto aveva tentato di riunirlo con l'allora Repubblica Olandese. Dal momento che Guglielmo non aveva mai dimenticato questo fatto dopo la caduta di Napoleone intravide una nuova possibilità per riunificare tutto il paese sotto il suo controllo.
Si prospettavano tre scenari possibili:
1. I Paesi Bassi settentrionali restaurati nei loro antichi confini ed i Paesi Bassi meridionali che avrebbero fatto da stato cuscinetto sotto il controllo di una grande potenza, come ad esempio l'Austria.
2. Se i Paesi Bassi meridionali fossero rimasti (parzialmente) francesi, i Paesi Bassi settentrionali avrebbero dovuto essere estesi sino al fiume Nete o comunque a tutte le Fiandre. In questo scenario quindi anche alcune porzioni di Germania sarebbero divenute olandesi. Il confine sarebbe stato alla linea Mechelen-Maastricht-Jülich-Colonia-Düsseldorf terminando al fiume Reno.
3. Portare la Francia ai suoi vecchi confini, i Paesi Bassi settentrionali unificati a quelli meridionali ed a tutti i territori tedeschi sulla riva sinistra del Reno ed a nord della Mosella oltre al vecchio Ducato di Berg ed alle terre di Nassau sulla riva destra del Reno.

I primi due scenari vennero delineati nel "Memorandum d'Olanda" creato nel 1813 dopo la Battaglia di Lipsia. L'ultimo scenario fu un'idea di Guglielmo in persona. Nel primo caso l'idea si presentava impossibile da attuare dal momento che le Grandi Potenze (Gran Bretagna, Prussia, Austria e Russia) ritenevano che uno stato indipendente dei Paesi Bassi meridionali sotto il comando di un principe austriaco sarebbe stato in quella posizione troppo debole, senza contare poi che l'Austria non era interessata a riottenere quei territori.
La questione olandese divenne quindi un problema internazionale. Le Grandi Potenze d'Europa scelsero dunque l'ultimo scenario, pur comunque riducendo i confini pretesi da Guglielmo.
La situazione finale, delineata negli Otto articoli di Londra garantì a Guglielmo la sovranità sui seguenti territori:
L'ex Repubblica Olandese (già Principato dei Paesi Bassi Uniti)
Gli ex Paesi Bassi austriaci coi loro confini al 1789 (quindi senza le Fiandre francesi)
L'ex principato vescovile di Liegi, ma con piccoli cambiamenti di confine a favore della Prussia
Guglielmo venne anche nominato governatore generale degli ex Paesi Bassi austriaci che includevano la città di Liegi, che egli governò temporaneamente per conto della Prussia. Successivamente tale territorio venne incorporato nel Regno Unito dei Paesi Bassi. Il Ducato di Lussemburgo non venne pienamente garantito a Guglielmo dal momento che esso era membro della Confederazione Germanica. Guglielmo ad ogni modo chiese che il Lussemburgo divenisse parte dei Paesi Bassi per rafforzare la posizione del suo regno. Storicamente inoltre esso era stato parte delle Diciassette Province o dei Paesi Bassi borgognoni dal 1648, quindi il Lussemburgo continuò ad essere parte della discussione.
Il 1 marzo 1815, mentre il Congresso di Vienna continuava ad essere in attività, Napoleone fuggì dall'Isola d'Elba e creò un grande esercito da contrapporre alle Grandi Potenze d'Europa. Venne sconfitto nella Battaglia di Waterloo (all'epoca parte del regno) da truppe prussiane, inglesi, belghe e olandesi.
In risposta a questo atto, il 16 marzo 1815 Guglielmo decise di elevare i Paesi Bassi a regno, autoproclamandosi re Guglielmo I dei Paesi Bassi. Successivamente, il 31 maggio 1815, Guglielmo concluse un trattato al Congresso di Vienna col quale cedeva il Principato di Orange-Nassau al regno di Prussia in cambio del ducato del Lussemburgo. Come parte dell'accordo, il ducato venne elevato a granducato e garantito in unione personale (sino al 1839) e politica coi Paesi Bassi.
Con l'unificazione, Guglielmo completò quello che la sua famiglia stava cercando di fare da tre secoli (a partire da Guglielmo il Taciturno nel 1579) e cioè unire tutti i Paesi Bassi sotto un singolo monarca.

## Province

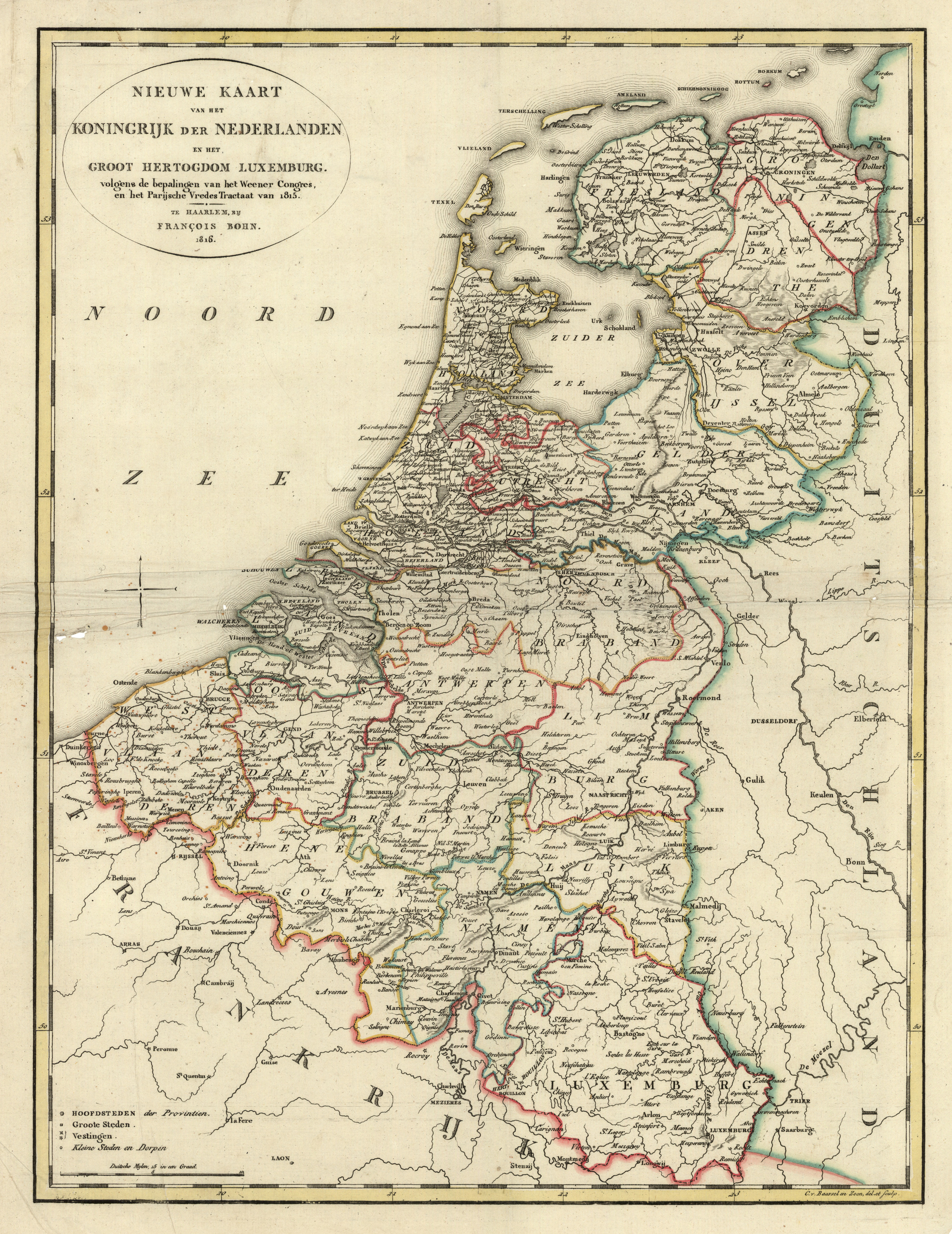
Nuova mappa del Regno dei Paesi Bassi e del Granducato del Lussemburgo, 1815

Il regno era costituito da 17 province attualmente facenti parte del Belgio (B) o dei Paesi Bassi (NL):
- Anversa (B)
- Brabante Meridionale (B)
- Brabante Settentrionale (NL)
- Drenthe (NL)
- Fiandre Occidentali (B)
- Fiandre Orientali (B)
- Frisia (NL)
- Gheldria (NL)
- Groninga (NL)
- Hainaut (B)
- Liegi (B)
- Limburgo (Limburgo (NL) e Limburgo (B))
- Namur (B)
- Olanda (NL)
- Overijssel (NL)
- Utrecht (NL)
- Zelanda (NL)

## Sviluppo economico e sociale
Economicamente il nuovo stato si presentava prospero, anche se erano molte le persone nella parte settentrionale a vivere in povertà e senza lavoro dal momento che la guerra e l'importazione di molte merci dal mercato inglese avevano destabilizzato quello olandese.
Anche se finanziariamente stabile, la parte meridionale del paese costituiva il grosso del debito nazionale, ma riuscì ad aprirsi nuove vie commerciali grazie alle colonie oltremare olandesi. Tali profitti vennero impiegati da Guglielmo per la realizzazione di grandi progetti come ad esempio:
- La costruzione di nuove strade
- L'escavazione di nuovi canali e l'ingrandimento di quelli esistenti (Canale dell'Olanda del Nord, Canale da Gent a Terneuzen, Canale di Bruxelles-Charleroi, Canale della Mosella, Canale di Liegi
- L'estensione dell'industria nella parte meridionale del paese
- L'utilizzo del Sistema metrico decimale
- Riforma del sistema di tassazione
- La riapertura del porto di Anversa

Tramite queste azioni, l'Olanda riprese ad esportare cotone, carta, armi e prodotti metallici. La flotta di Anversa crebbe sino a 117 navi. Molti di questi progetti vennero voluti e seguiti direttamente da Guglielmo I.
Venne esteso il sistema di educazione nazionale al punto che sotto il governo di Guglielmo la popolazione degli scolari raddoppiò da 150.000 a 300.000 con l'apertura di 1.500 nuove scuole pubbliche, in particolare nella parte meridionale dove ancora esisteva l'analfabetismo.
Nel 1825 William fondò la Società di Commercio dei Paesi Bassi (in olandese: Nederlandse Handels Maatschappij) per gestire il commercio con le colonie.

## Un paese unito, molte differenze

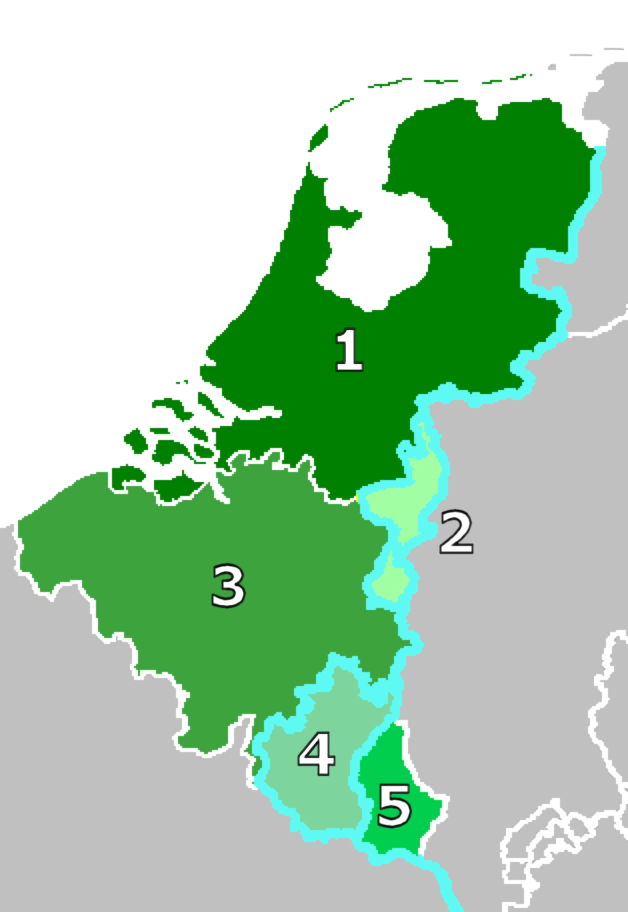
I Paesi Bassi, Belgio, Lussemburgo e Limburgo nel 1839
1, 2 e 3 Regno Unito dei Paesi Bassi (sino al 1830)
1 e 2 Regno dei Paesi Bassi (dopo il 1830)
2 Ducato di Limburgo (nella Confederazione Germanica dopo il 1839 come compensazione della Vallonia-Lussemburgo)
3 e 4 Regno del Belgio (dopo il 1830)
4 e 5 Granducato di Lussemburgo (confini sino al 1830)
4 Provincia di Lussemburgo (Vallonia-Lussemburgo, al Belgio nel 1839)
5 Granducato di Lussemburgo (Lussemburgo tedesco; confini dopo il 1839)
In blu i confini della Confederazione Germanica.

### Differenze sociali
A livello sociale, l'unificazione creò non pochi problemi in loco. Anche se Guglielmo era intenzionato dal principio a creare lo spirito di un sol popolo nei Paesi Bassi, divenne ben presto evidente che tra nord e sud da 200 anni si erano coltivate differenze notevoli, in particolare dalla riconquista asburgica della parte meridionale dei Paesi Bassi. Inoltre, le mentalità dei borgognoni a sud e dei calvinisti a nord avevano creato contrapposizioni difficilmente sanabili. La Francia aveva giocato un ruolo importante con la "Légion belge et parisienne" finanziata con fondi privati ma col permesso del governo francese per rendere meno traumatica l'annessione alla Francia a suo tempo.
Il nord aveva costruito una sua storia indipendente. Guglielmo ed i suoi sudditi del nord tendevano a vedere la parte meridionale come una conquista più che un partner nel medesimo progetto. Il 62% della popolazione del regno però viveva a sud, ma ottenne il medesimo numero di rappresentanti della popolazione vivente al nord. Ben presto dunque il Belgio iniziò a sentirsi sottorappresentato anche presso le istituzioni di stato.
La riforma linguistica del 1823 intese fare dell'olandese la lingua ufficiale delle province fiamminghe dal momento che esso era la lingua più diffusa nella popolazione locale, ma tale riforma incontrò la fervida opposizione delle classi medio-alte che erano perlopiù francofone.
La religione era inoltre uno dei temi caldi che invocava la separazione netta tra le due aree. Il nord era in gran parte protestante, mentre il sud era cattolico. La chiesa cattolica si scontrò fin da subito con re Guglielmo dal momento che egli provvide alla costruzione di più di 1500 scuole statali, ma in nessuna di esse permise che l'insegnamento fosse portato avanti direttamente dalla chiesa come era stato in passato presso alcune aree.